# Anemia laxa
Anemia laxa är en ormbunkeart som beskrevs av Lind. Anemia laxa ingår i släktet Anemia och familjen Anemiaceae. Inga underarter finns listade.